# Ajuntament (el Palau d'Anglesola)
Ajuntament és una obra del Palau d'Anglesola (Pla d'Urgell) inclosa a l'Inventari del Patrimoni Arquitectònic de Catalunya.

## Descripció
Edifici distribuït com una casa de vivendes de lloguer, remarcant però, l'accés. Té un cert interès la façana com a expressió d'un edifici auster per a una comunitat d'individus. Idees clàssiques en interiors i funcionalisme en general.

## Història
Des de l'any 1982 a més de les dependències administratives allotja les sales de consultori mèdic i llar de jubilats.